# Eudonia achlya
Eudonia achlya là một loài bướm đêm trong họ Crambidae.